# Automated Transfer Vehicle
Das Automated Transfer Vehicle (ATV; englisch für automatisches Transferfahrzeug) war ein unbemannter, nicht wiederverwendbarer Weltraumfrachter, der Nachschub wie Nahrung, Wasser, Ausrüstung, Stickstoff, Sauerstoff und Treibstoffe zur Internationalen Raumstation (ISS) transportierte. Nach dem Andocken wurde er zusätzlich für Ausweichmanöver der Raumstation vor eventuell heranfliegenden Trümmern und für die Anhebung der Umlaufbahn, das so genannte „Reboost“, der ISS benötigt. Zu diesem Zweck war das ATV mit einem eigenen wiederzündbaren Antrieb ausgestattet. Das ATV wurde im Auftrag der Europäischen Weltraumorganisation (ESA) von der Raumfahrtfirma EADS Astrium Space Transportation in Bremen gebaut und mit Hilfe einer Ariane-5-ES-ATV-Rakete gestartet. Nach dem ersten Start im März 2008 fanden bis zum Programmende im Februar 2015 vier weitere Flüge statt.

## Einsatz und Technik

### Grundsätzlicher Flugverlauf

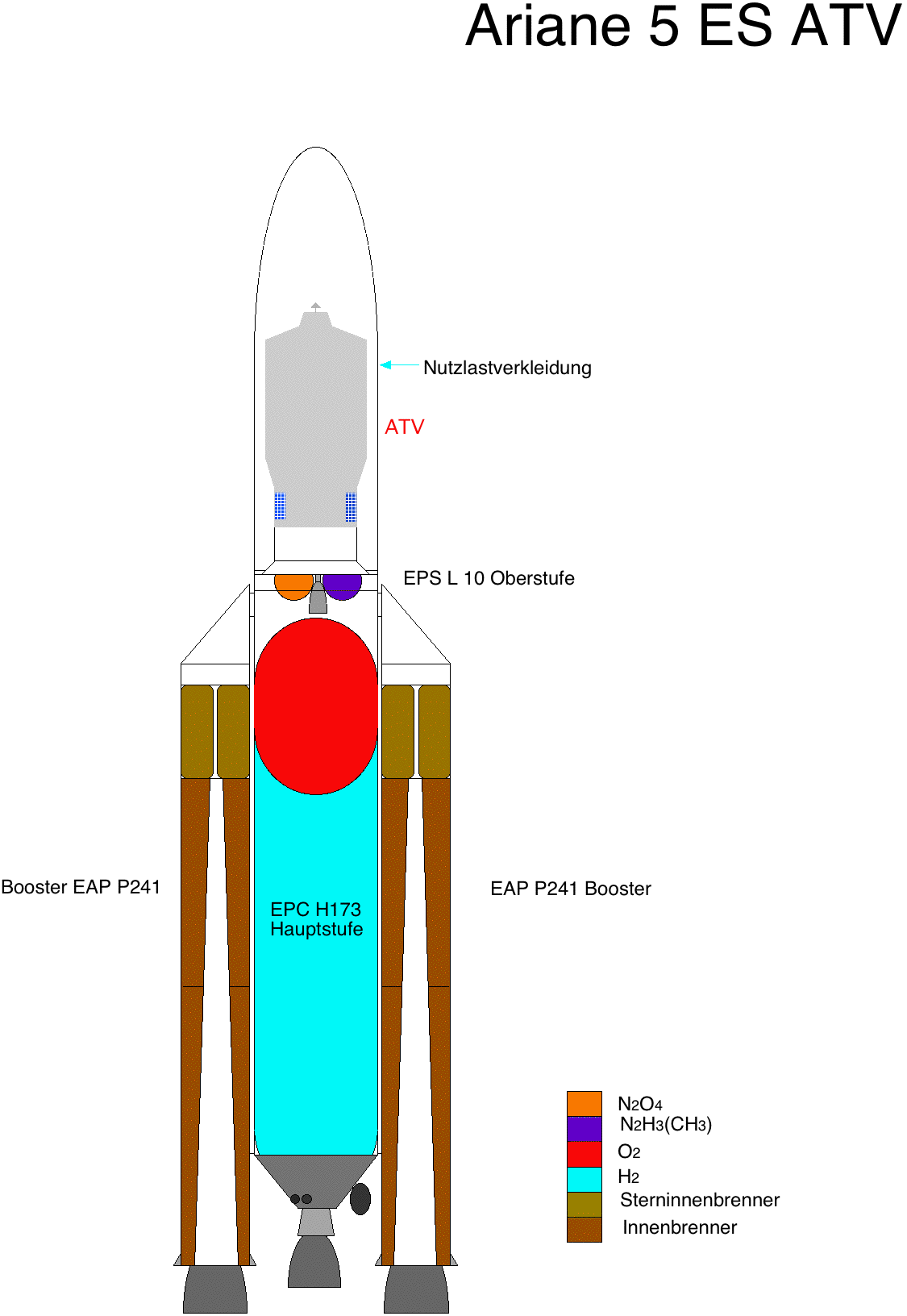
ATV als Nutzlast der Ariane 5 ES ATV

Eine europäische Trägerrakete Ariane 5 ES ATV startete mit dem ATV als Nutzlast vom europäischen Weltraumbahnhof in Kourou.

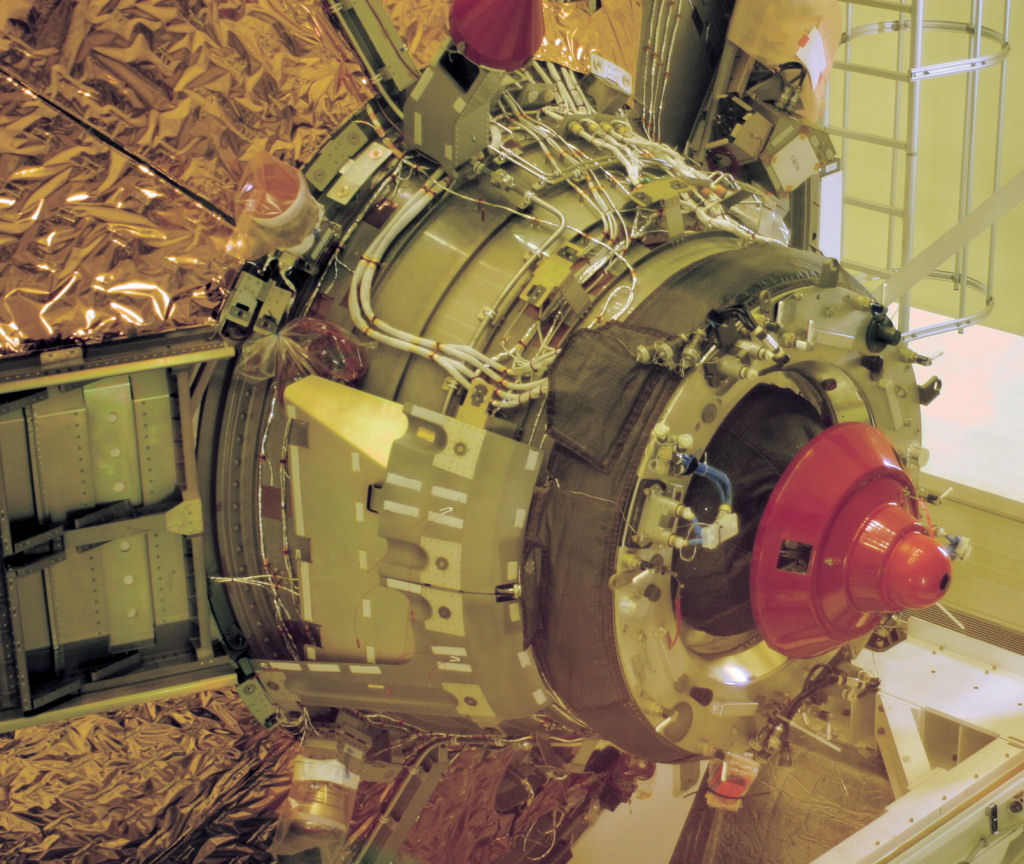
Kopplungsmechanismus des ATV „Jules Verne“

Das ATV war mit einem hochentwickelten Navigationssystem ausgerüstet, mit dem es seine Flugbahn ermitteln und den Kurs für das Rendezvous-Manöver mit der Raumstation automatisch berechnen und die notwendigen Steuermanöver selbst durchführen konnte. Weil das ATV an das russische Swesda-Modul andocken sollte, wurde beim Kopplungsmechanismus auf eine russische Entwicklung zurückgegriffen. Ein „Einfangen“ des ATV durch den Roboterarm Canadarm2, wie beim japanischen HTV erfolgt, war nicht möglich. Der russische Teil der Station verfügt nicht über passende Konnektoren, den sogenannten Power and Data Grapple Fixtures (PDGF). Diese sind nur im US-amerikanischen Teil der ISS installiert. Das ATV konnte daher Canadarm2 nicht verwenden, was auch einer der wichtigsten Gründe für das automatische Ankopplungsmanöver war.

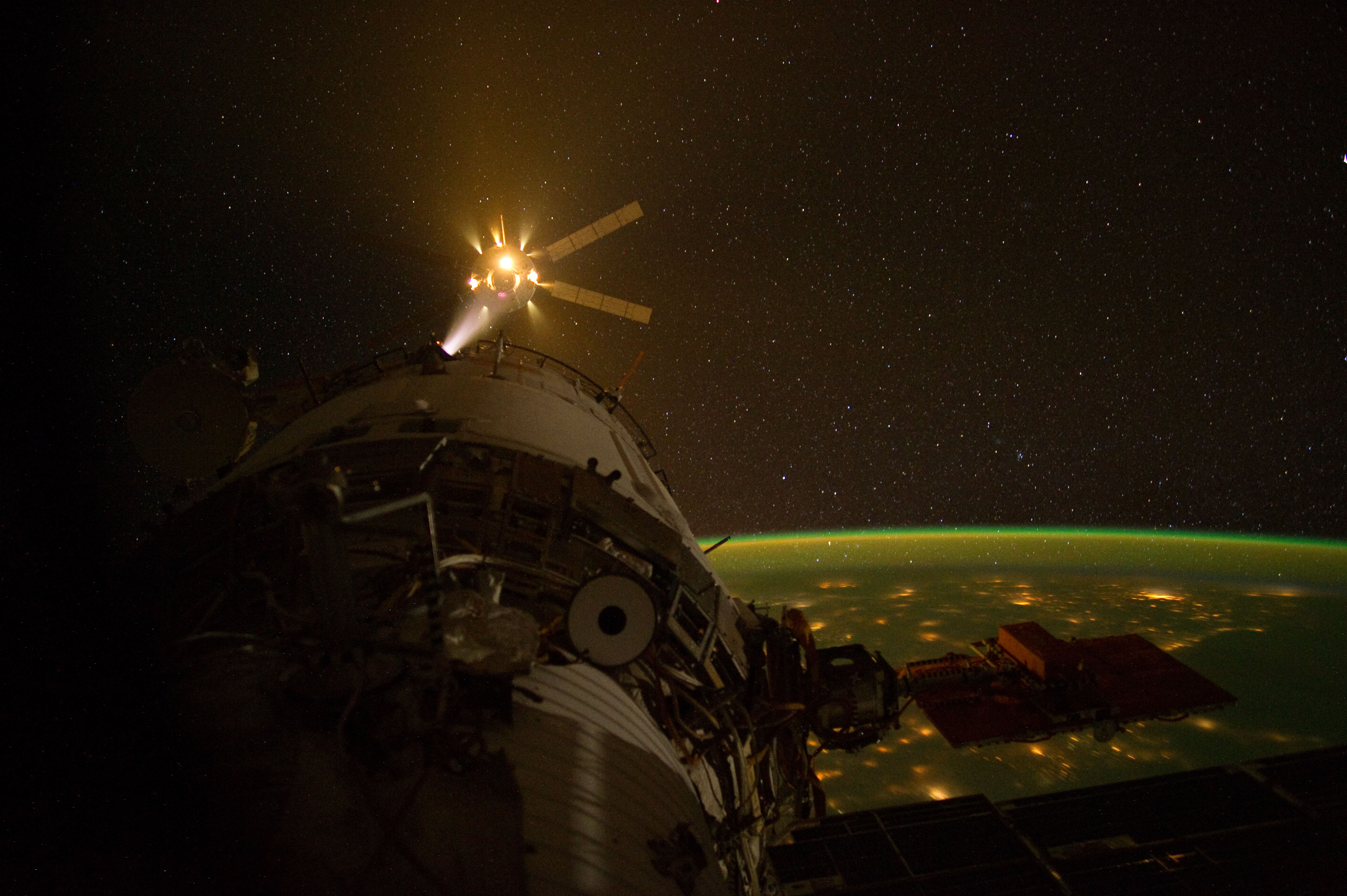
ATV-3 mit zündenen Steuerdüsen nähert sich der ISS

Überwacht wurden die ATV-Manöver vom ATV Control Centre (ATV-CC), das 2002 im französischen Centre national d’études spatiales in Toulouse eingerichtet wurde. Hier wurde auch die Zusammenarbeit mit den beiden für die ISS zuständigen Kontrollzentren in Moskau und Houston koordiniert.
Angedockt an die ISS, bildete das ATV eine Erweiterung der Station. Der 45 m³ große Innenraum konnte durch die Raumfahrer betreten werden. Das ATV konnte 7,5 Tonnen Nutzlast zur ISS transportieren. Die Versorgungsgüter wurden entnommen und das Vehikel mit bis zu 6,3 Tonnen Abfall beladen, der in der Raumstation angefallen war. Auch wurde das ATV während der Ankopplung durch die ISS-Besatzung gerne zum Schlafen zweckentfremdet, denn es besaß keine ständig eingeschaltete Innenbeleuchtung und war auch nicht an die Klimaanlage angeschlossen, wodurch der Geräuschpegel sehr viel niedriger war.
Während der Kopplungsdauer wurden die Triebwerke des ATV genutzt um die Station in eine höhere Umlaufbahn (maximal 500 km) zu heben. Solche Korrekturen sind in regelmäßigen Abständen nötig, da die ISS aufgrund der Reibung mit der Restatmosphäre in der Erdumlaufbahn von rund 410 Kilometern täglich zwischen 50 und 150 Metern an Höhe verliert. Kontrollierte Schübe aus den Antrieben des ATV glichen diesen Verlust aus. Jedes ATV führte genügend Treibstoff mit, um die Station bis zu 30 Kilometer anzuheben.

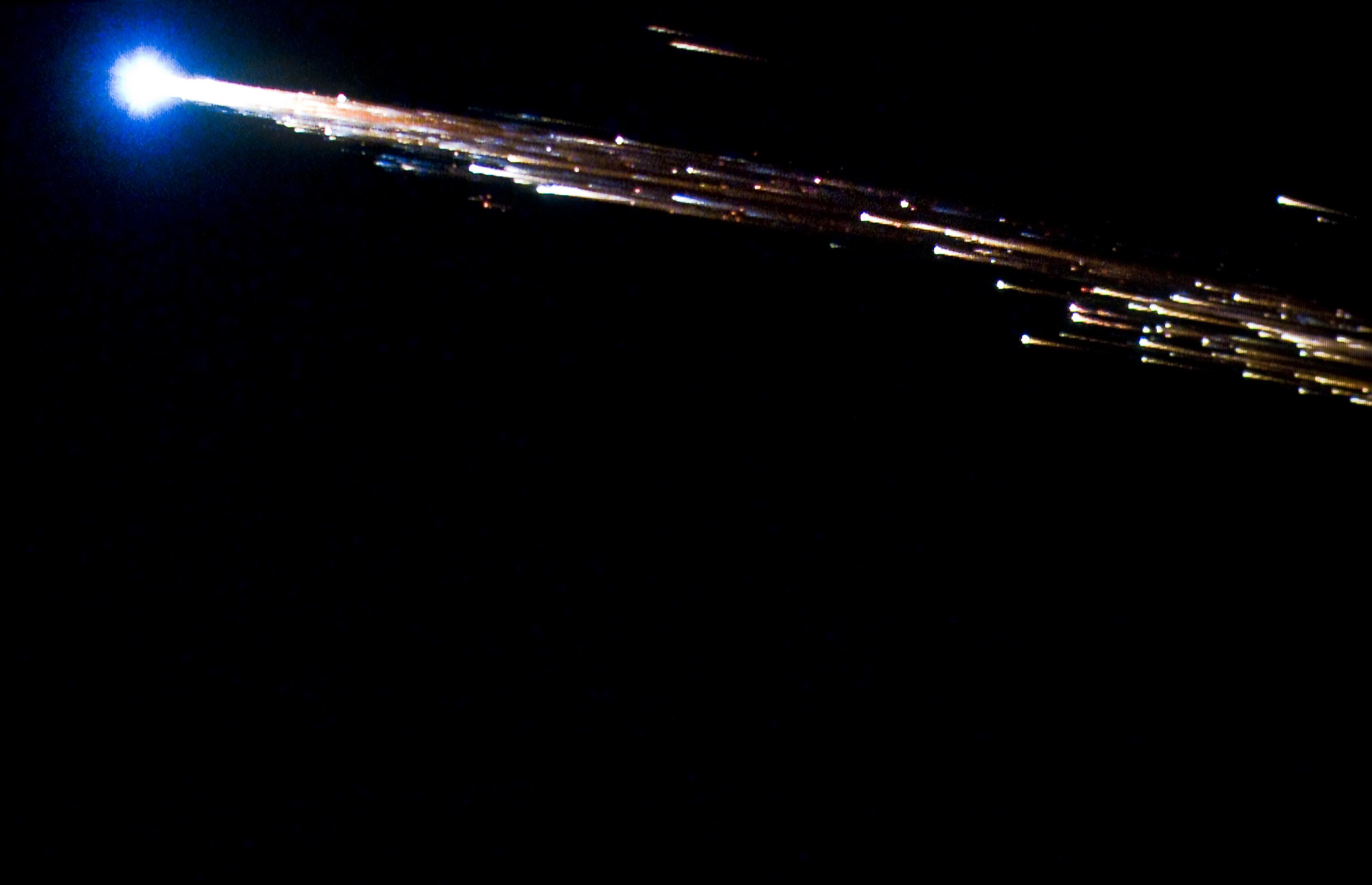
ATV „Jules Verne“ verglüht beim Wiedereintritt in die Erdatmosphäre

Das ATV konnte bis zu sechs Monate mit der ISS verbunden bleiben. Danach wurde es gezielt zum Absturz gebracht. Hierzu wurde nach dem Abkoppelmanöver durch Abbremsen mit den Triebwerken das Perigäum der Umlaufbahn so weit abgesenkt, dass das ATV beim nächsten Perigäumsdurchgang tief in die Erdatmosphäre eintauchte und weitgehend in den oberen Schichten der Atmosphäre verglühte.
Das ATV sollte das russische, ebenfalls unbemannte, Versorgungsraumschiff Progress nach der Stilllegung der amerikanischen Space-Shuttle-Flotte deutlich entlasten. Es besaß etwa die dreifache Transportkapazität des russischen Raumschiffs.

### Navigation und Antrieb

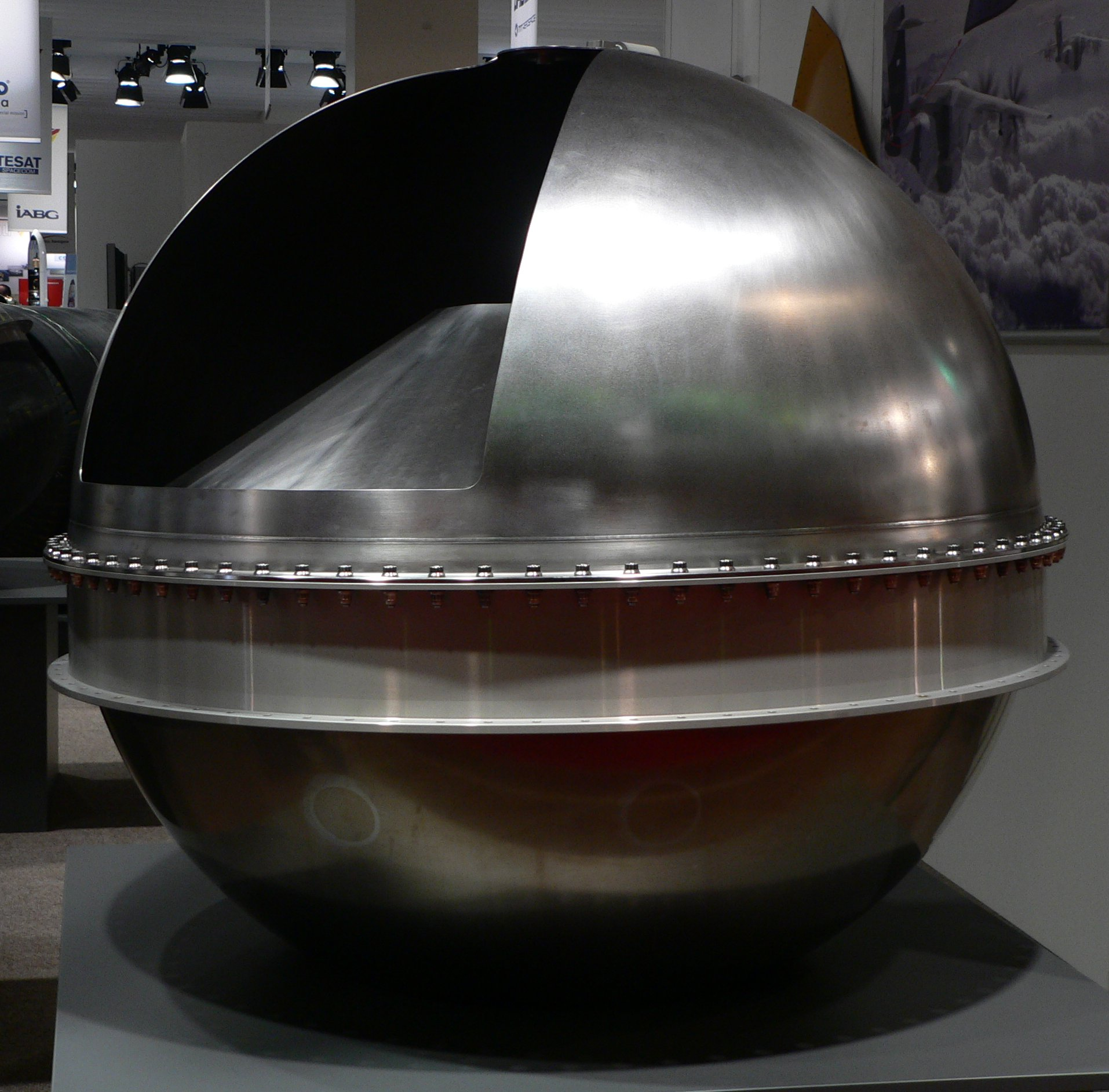
Treibstofftank des ATV

Zur Navigation besaß das ATV verschiedene Systeme. Über Star Tracker konnte beispielsweise die eigene Lage im Raum bestimmt werden. In größerer Entfernung zur ISS konnte das ATV mithilfe von GPS navigieren. Im Anflug wurden GPS im relativen Modus zur ISS, optische Systeme und Laserinterferometer verwendet. Daneben standen Beschleunigungssensoren und Gyroskope zur Verfügung.
Das Lagekontrollsystem steuerte 28 Triebwerksdüsen, die jeweils 220 Newton Schub lieferten. Als Treibstoff kam Monomethylhydrazin, als Oxidator MON3 zum Einsatz.

### Kosten
Obwohl das ATV ein „Wegwerfprodukt“ war, war seine Verwendung nicht unbedingt teurer als die Versorgung mit dem (wiederverwendbaren) Space-Shuttle-Orbiter, da dort Sicherheitsaspekte gegenüber der Besatzung beträchtliche Kostensteigerungen mit sich brachten.
| Raumschiff                  | Progress                    | Space Shuttle mit MPLM                                                 | ATV                         | HTV HTV-X                                     | Dragon 1 Dragon 2                             | Cygnus                                     | Tianzhou                                                                                                  | Dream Chaser  |
| --------------------------- | --------------------------- | ---------------------------------------------------------------------- | --------------------------- | --------------------------------------------- | --------------------------------------------- | ------------------------------------------ | --- | ------------- |
| Startkapazität              | 2,2–2,4 t                   | 9 t                                                                    | 7,7 t                       | 6,0 t 5,8 t                                   | 6,0 t                                         | 2,0 t (2013) 3,5 t (2015) 3,75 t (2019)    | 6,5 t (2017) 6,8 t (2021) 7,4 t (2023)                                                                    | 5,5 t         |
| Landekapazität              | 150 kg (mit VBK-Raduga)     | 9 t                                                                    | –                           | 20 kg (ab HTV-7)                              | 3,0 t                                         | –                                          | – | 1,75 t        |
| Besondere Fähigkeiten       | Reboost, Treibstofftransfer | Transport von ISPR, Transport von Außenlasten, Stationsaufbau, Reboost | Reboost, Treibstofftransfer | Transport von ISPR, Transport von Außenlasten | Transport von ISPR, Transport von Außenlasten | Transport von ISPR, Aussetzen von Cubesats | Treibstofftransfer, Stromversorgung der Raumstation, fest installierte Nutzlasten, Aussetzen von Cubesats |               |
| Träger                      | Sojus                       | STS                                                                    | Ariane 5                    | H-IIB H3                                      | Falcon 9                                      | Antares / Atlas V / Falcon 9               | Langer Marsch 7                                                                                           | Vulcan        |
| Startkosten (grobe Angaben) | 65 Mio. USD                 | 450 Mio. USD                                                           | 600 Mio. USD                | HTV: 300–320 Mio. USD                         | 150/230 Mio. USD (Dragon 1/2)                 | 260/220 Mio. USD (Cygnus 2/3)              | 570 Mio. Yuan                                                                                             |               |
| Hersteller                  | RKK Energija                | Alenia Spazio (MPLM)                                                   | Airbus Defence and Space    | Mitsubishi Electric                           | SpaceX                                        | Orbital Sciences                           | CAST | Sierra Nevada |
| Einsatzzeitraum             | seit 1978                   | 2001–2011                                                              | 2008–2015                   | 2009–2020 ab 2025                             | 2012–2020 seit 2020                           | seit 2014                                  | seit 2017                                                                                                 | ab 2025       |

kursiv = geplant

## Missionen
| Nr. | Bezeichnung | Name             | Start (UTC)            | Ankopplung (UTC)       | Abkopplung (UTC)         | Deorbit Burn (UTC)       | Wiedereintritt (UTC)     |
| --- | ----------- | ---------------- | ---------------------- | ---------------------- | ------------------------ | ------------------------ | ------------------------ |
| 1   | ATV-1       | Jules Verne      | 9. März 2008 04:03     | 3. April 2008 14:45    | 5. September 2008 21:32  | 29. September 2008 12:58 | 29. September 2008 13:31 |
| 2   | ATV-2       | Johannes Kepler  | 16. Februar 2011 21:50 | 24. Februar 2011 15:59 | 20. Juni 2011 14:46      | 21. Juni 2011 20:05      | 21. Juni 2011 20:49      |
| 3   | ATV-3       | Edoardo Amaldi   | 23. März 2012 04:34    | 28. März 2012 22:31    | 28. September 2012 21:44 | 3. Oktober 2012          | 3. Oktober 2012 01:30    |
| 4   | ATV-4       | Albert Einstein  | 5. Juni 2013 21:52     | 15. Juni 2013 14:07    | 28. Oktober 2013 8:59    | 2. November 2013         | 2. November 2013 12:05   |
| 5   | ATV-5       | Georges Lemaître | 29. Juli 2014 23:47    | 12. August 2014 13:30  | 14. Februar 2015 13:42   | 15. Februar 2015         | 15. Februar 2015 18:04   |

### ATV-1: Jules Verne

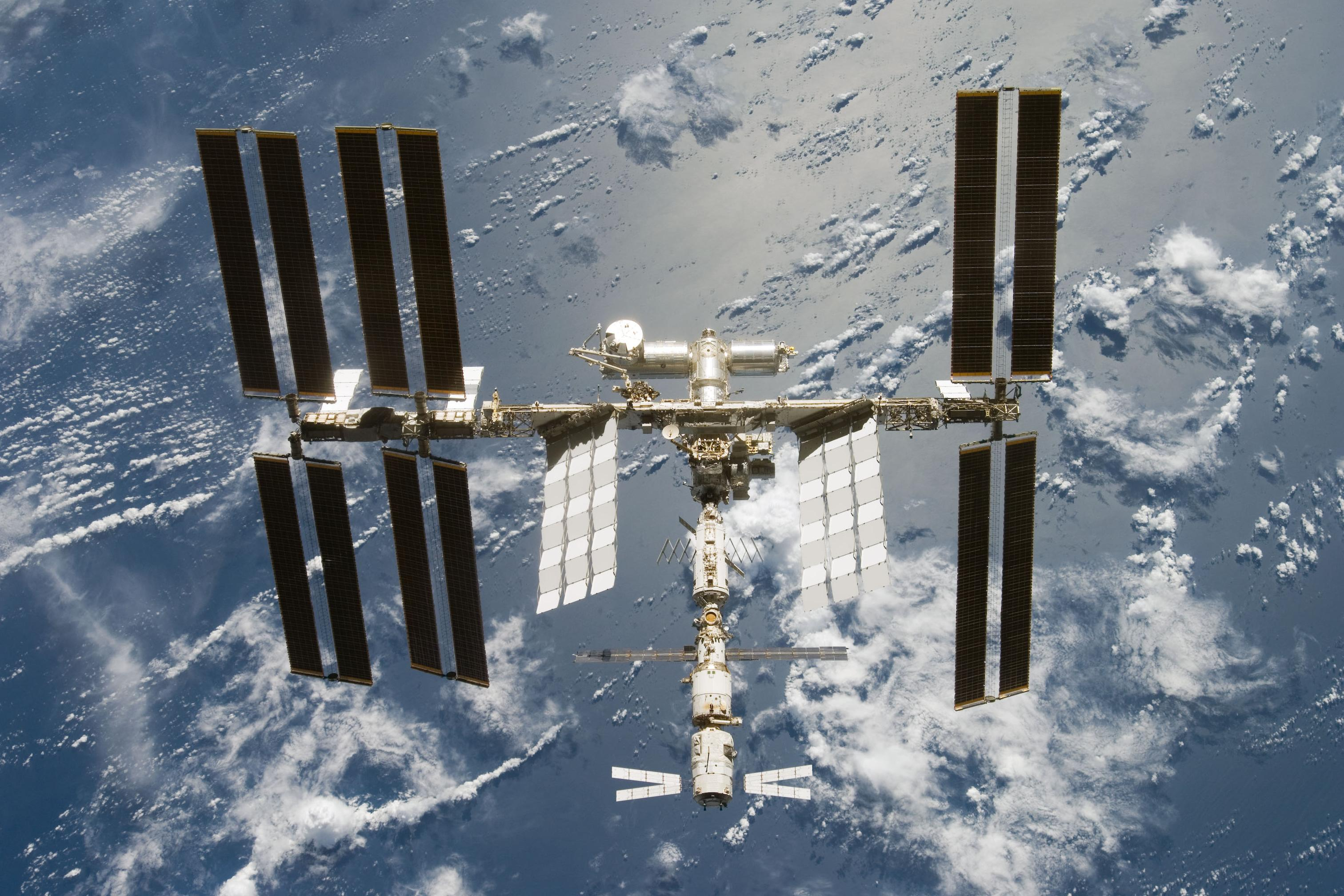
Juli 2008: die ISS mit dem angedockten „Jules Verne“ (unten)

Der Start des ersten ATVs erfolgte am 9. März 2008. Es trug den Namen Jules Verne zur Erinnerung an den französischen Science-Fiction-Schriftsteller. Nach einer eingehenden Überprüfung aller Systeme sowie mehrerer Rendezvous-Manöver dockte der unbemannte Weltraumfrachter am 3. April erfolgreich an der Internationalen Raumstation an. Die Kopplung war das erste vollautomatische Dockingmanöver im All, das nicht von einem russischen Raumfahrzeug durchgeführt wurde.
Ende April 2008 wurde „Jules Verne“ erstmals genutzt, um die Umlaufbahn der ISS anzuheben. Mit einem fünfminütigen Testlauf der ATV-Triebwerke am 21. April wurde die mittlere Bahnhöhe um 1,7 km erhöht. Vier Tage später hob der Frachter die Station durch eine Zündung von zwei Triebwerken mit einer Brenndauer von 740 Sekunden um weitere 4,7 km an. Der Gesamtschub von 1000 Newton beschleunigte die Station mit ihrer Masse von 280 Tonnen um 2,65 m/s.
Am 18. Juni fand der erste automatische Treibstofftransfer von rund 280 kg UDMH und 530 kg Stickstofftetroxid vom ATV in die Treibstofftanks der ISS statt.
Bei dem dritten Reboost-Manöver des ATV wurde am 20. Juni die Bahn der ISS um 7 km angehoben. Mit dem 20 Minuten dauernden Schub von zwei Triebwerken wurden die 300 Tonnen Masse der ISS unter Aufwendung von 400 Kilogramm Treibstoff um 4,05 m/s beschleunigt. Nach dem Reboost am 23. Juli wurde die Station beim letzten Reboost durch Jules Verne am 13. August 2008 um 3,3 m/s beschleunigt und damit innerhalb von 16 min 35 s um 5,8 km auf eine mittlere Bahnhöhe von 356 km angehoben. Am 27. August 2008 fand seit 2003 erstmals wieder ein Ausweichmanöver der ISS statt, bei dem das ATV zum Abbremsen der Station eingesetzt wurde, bevor es am 5. September abdockte.
Der Wiedereintritt von „Jules Verne“ fand am 29. September 2008 in 120 Kilometer Höhe statt und wurde in der „ATV Re-entry observation campaign“ von zwei Beobachterflugzeugen und von Bord der ISS beobachtet und dokumentiert (s. a.). In einer Höhe von 75 km zerbrach das Gefährt; etwa 12 Minuten später fielen Überreste in den Pazifik.

### ATV-2: Johannes Kepler

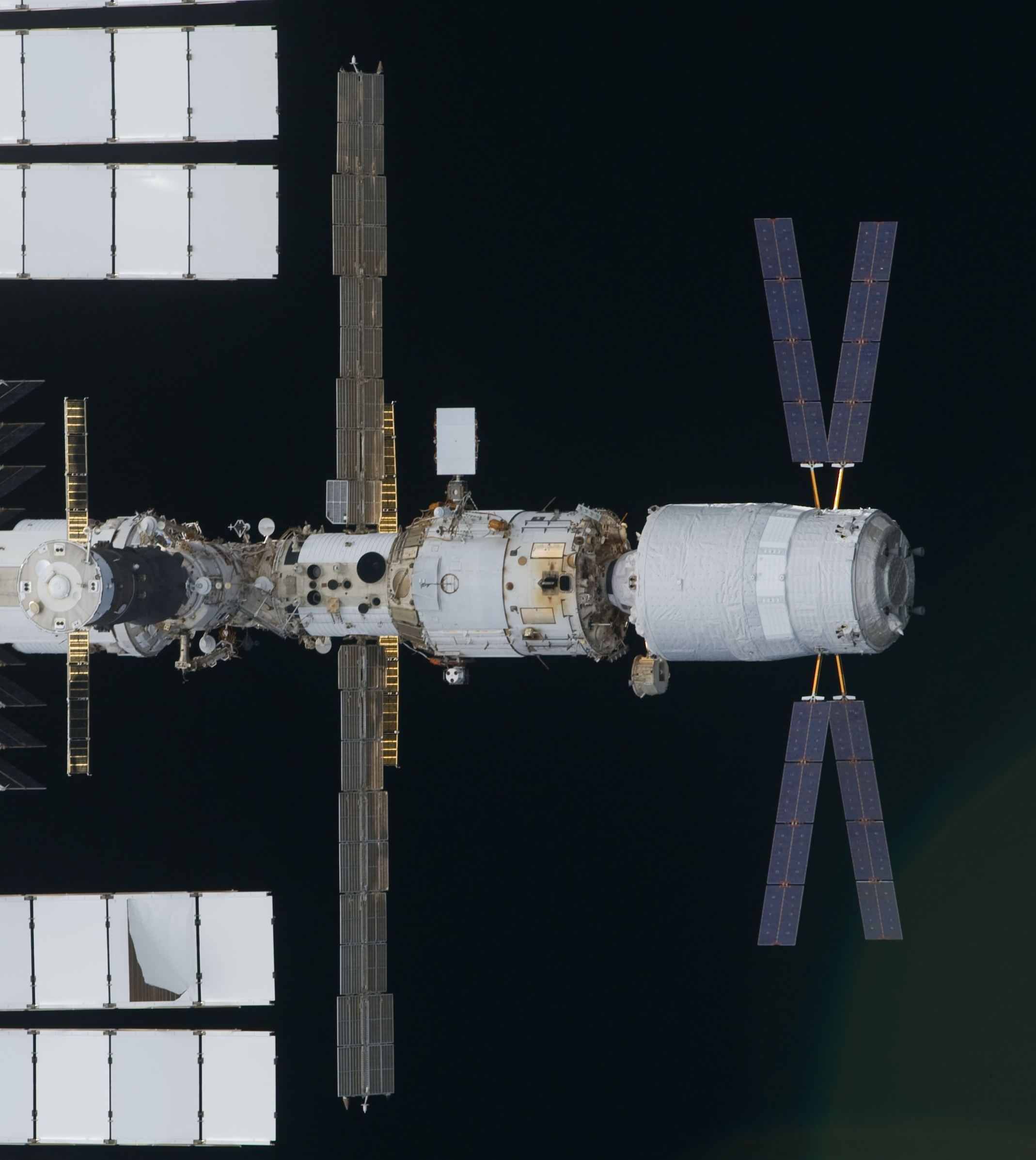
Februar 2011: die ISS mit dem angedockten ATV-2 „Johannes Kepler“ (rechts)

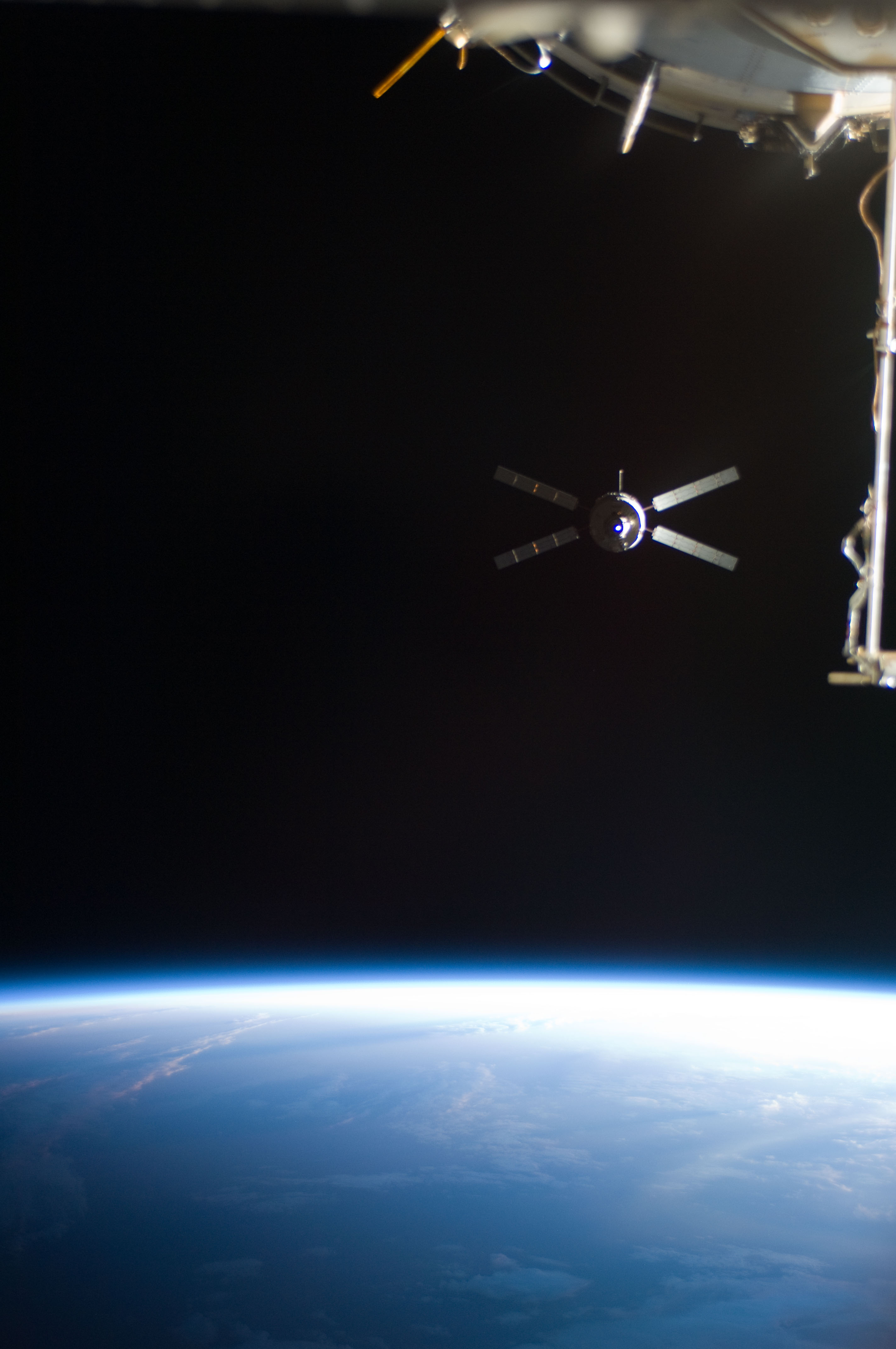
ATV-2 beim Verlassen der ISS im Juni 2011

Im Februar 2009 beschloss die europäische Raumfahrtbehörde, den zweiten Transporter nach dem deutschen Astronomen und Mathematiker Johannes Kepler zu benennen. Kepler hat auf Basis der Planetenbeobachtungen von Tycho Brahe die nach ihm benannten Keplerschen Gesetze abgeleitet. Der Start war zunächst für den 15. Februar geplant. Aufgrund eines Problems mit der Sensorik in einem der Sauerstofftanks des Haupttriebwerkes wurde der automatische Startablauf vier Minuten vor dem Start abgebrochen und um 24 Stunden verschoben. Der Start der bis dahin mit über 20 Tonnen schwersten Nutzlast der Ariane 5 erfolgte planmäßig. Das Ankoppeln an der ISS fand am 24. Februar statt. Die Fracht mit einer Masse von insgesamt 7060 kg beinhaltete u. a. 4535 kg Treibstoff, um die ISS anzuheben und 860 kg zum Betanken des Sarja-Moduls. Mit an Bord war das Experiment GeoFlow II – ein Modell zur Simulierung der Konvektionsvorgänge im Erdmantel, welches unter Schwerelosigkeit arbeiten musste, damit das zentrale elektrische Kraftfeld des Experiments nicht überlagert wurde. Genauere Erkenntnisse über die Vorgänge beim Wiedereintritt des Raumtransporters sollten mit dem Reentry Breakup Recorder (REBR) gewonnen werden, einem Datenlogger, der während der letzten Flugphase Daten über die Desintegration des Transporters aufzeichnen und diese dann über das Iridium-Satellitennetz zur Erde senden sollte. Die Daten sollten helfen, die Vorgänge beim Auseinanderbrechen genauer zu verstehen und so die Sicherheit beim Wiedereintritt von Raumfahrzeugen zu verbessern.
Am 12. Juni 2011 wurde die Bahn der ISS vom ATV-2 um 19 km auf eine mittlere Bahnhöhe von 365 km angehoben. Dazu arbeiteten je zwei der vier Triebwerke des Raumfrachters in zwei Abschnitten 36 bzw. 40 Minuten. Die weitere Anhebung der Flugbahn der ISS auf rund 380 km erfolgte am 15. und am 17. Juni.
Nachdem der Frachter mit 1,3 Tonnen Abfall beladen worden war, trennte er sich am 20. Juni von der Station zum Wiedereintritt. Am 21. Juni verglühte das ATV schließlich über dem Südpazifik. Der mit einem eigenen Hitzeschutzschild ausgestattete Reentry Breakup Recorder sollte seine Daten ab Erreichen einer Höhe von 18 km übertragen, was aber fehlschlug.

### ATV-3: Edoardo Amaldi

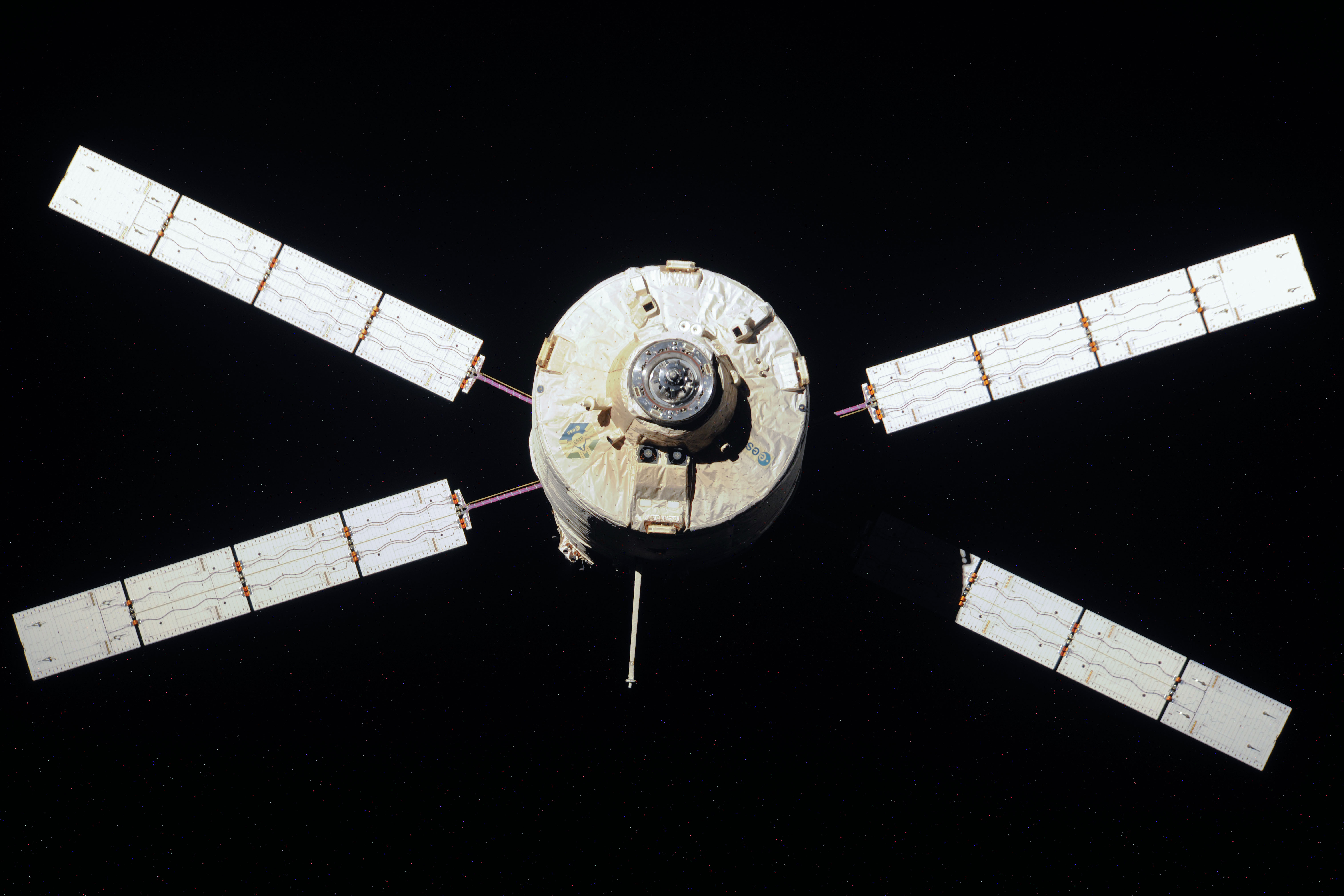
ATV-3 beim Verlassen der ISS im September 2012

Am 16. März 2010 gab die ESA bekannt, dass das dritte ATV nach dem italienischen Physiker Edoardo Amaldi benannt wird. Der Start war für den 9. März 2012 vorgesehen, wurde aber auf den 23. März verschoben. ATV-3 startete am 23. März um 04:34 UTC (1:34 Ortszeit) vom Weltraumbahnhof Kourou in Französisch-Guayana an Bord einer Ariane 5 ES zur ISS und koppelte am 28. März dort automatisch am hinteren (axialen) Andockport des russischen Wohn- und Servicemoduls „Swesda“ an.

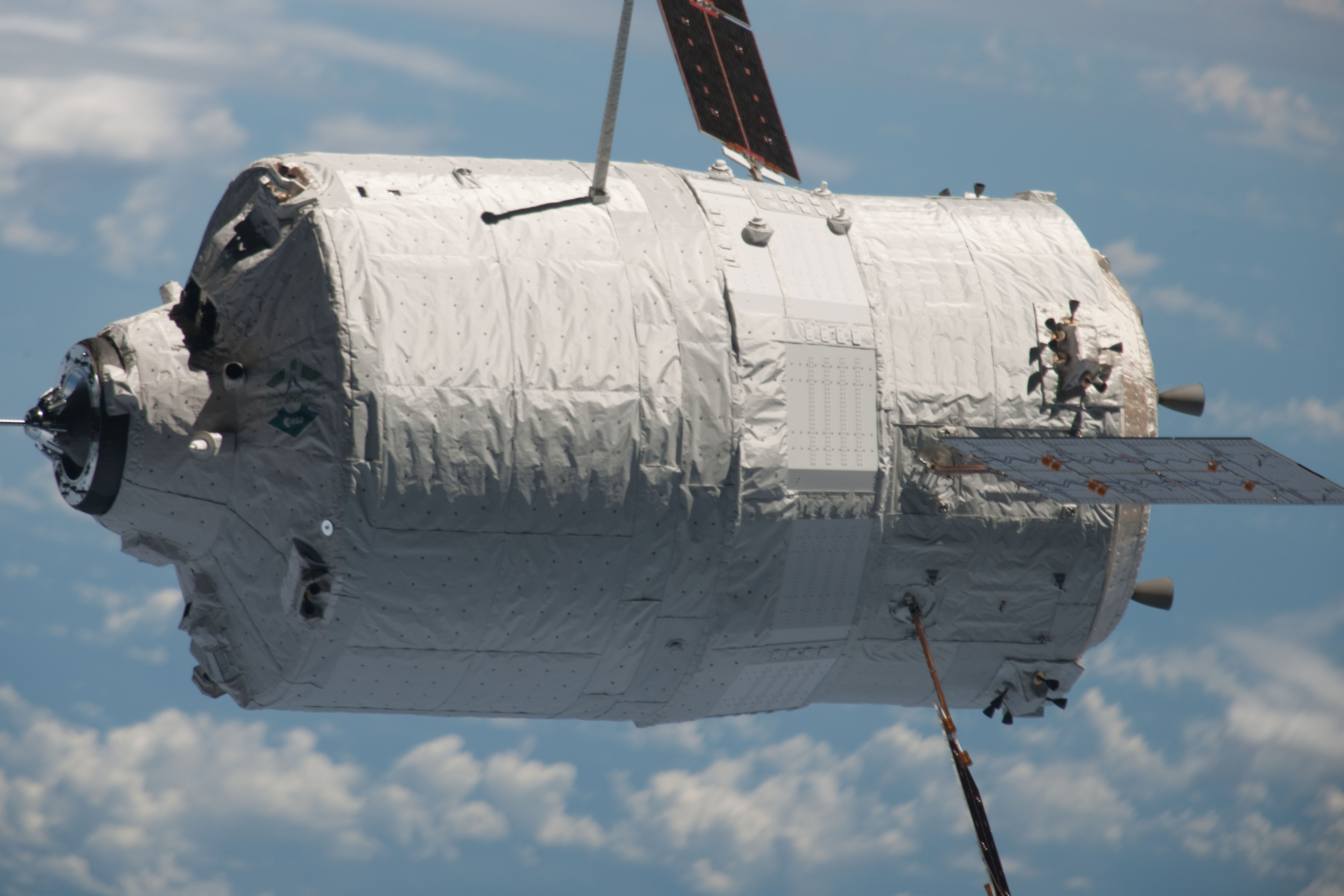
ATV-3 nähert sich der Station.

Zwischenzeitlich schien die Notwendigkeit eines vorzeitigen Abdockens des ATVs von der Station zu bestehen, weil die Energieversorgung des Frachters durch die Station nicht hergestellt werden konnte. Für die Daten- und Energieversorgung von angekoppelten Raumschiffen im russischen Teil der Raumstation ist das „Russian Equipment Control System“ (RECS) zuständig, dabei versagte der Primärkanal des Systems. Die Stationsbesatzung wurde daraufhin angewiesen, sofort die wichtigsten Güter vom Raumfrachter zur ISS zu transferieren. Den Flugleitern in den Missionszentralen in Houston, Koroljow und Toulouse gelang es jedoch am 31. März, den Sekundärkanal von „RECS“ zu aktivieren, so dass die weitere Mission von ATV-3, inklusive der „Reboosts“ der Station, gewährleistet war.
Die ursprünglich für den 25. September 2012 vorgesehene Abkopplung verzögerte sich aufgrund von Kommunikationsproblemen zwischen dem Raumtransporter und dem Swesda-Modul der ISS um mehrere Tage. Das ATV-3 verließ schließlich am 28. September 2012 die Station und bereitete den Wiedereintritt vor. Da der „REBR“ des ATV-2 keine Daten übertragen konnte, wurde er bei der ATV-3-Mission zur Vermeidung möglicher Beschädigungen beim Zerbrechen des Transporters weiter von den Antriebstanks entfernt platziert. Am 3. Oktober fand der Wiedereintritt planmäßig statt und konnte mit dem Reentry Breakup Recorder erfolgreich dokumentiert werden.

### ATV-4: Albert Einstein
Das ATV-4 trug den Namen Albert Einsteins. Der Start erfolgte am 5. Juni 2013, am 15. Juni fand das Andockmanöver an die ISS statt, nachdem Progress 51 den Dockingport am Swesda-Modul freigemacht hatte. ATV-4 war mit einer Startmasse von 20.190 kg die schwerste jemals geflogene Nutzlast einer Ariane.
Als eine der ersten Aktivitäten wurde die Wasserpumpe, ein Ersatzteil für das Thermalkontrollsystem des Columbus-Moduls und das schwerste Einzelstück der Fracht, entladen und ins Columbus-Modul gebracht. In der Folge fand das erste Reboost-Manöver statt, um die Geschwindigkeit der ISS um 1 m/s zu erhöhen.
Nach Abkopplung von der ISS am 28. Oktober 2013 verglühte das ATV-4 am 2. November planmäßig über dem Südpazifik.

### ATV-5: Georges Lemaître

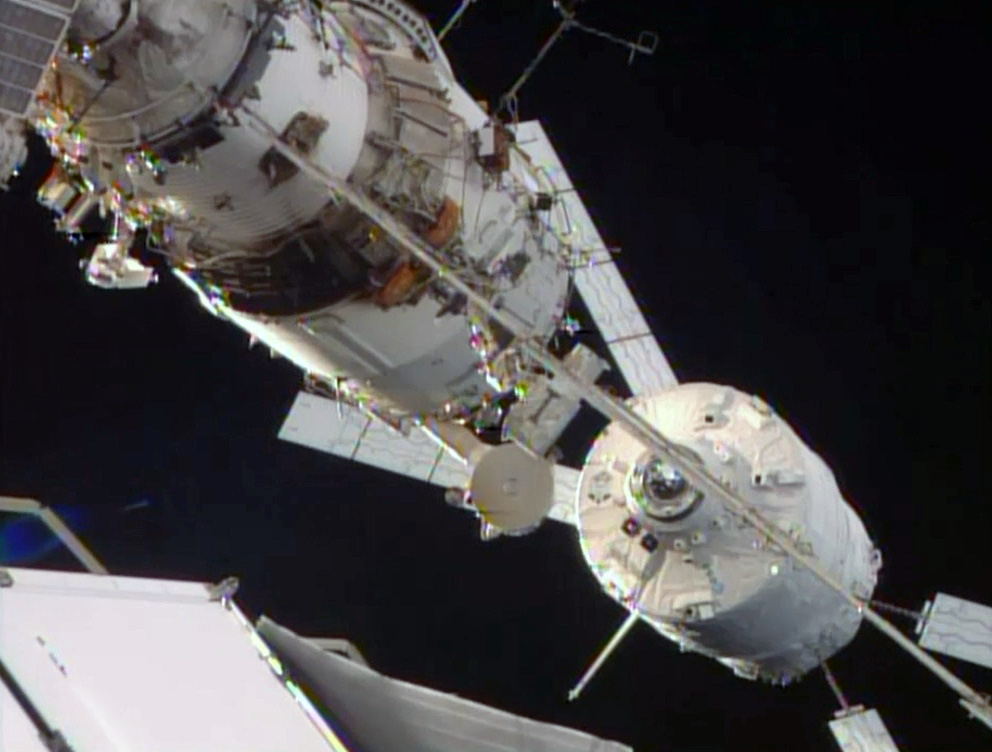
Das letzte ATV-5 (rechts im Bild) fünf Minuten vor Andocken an die ISS im August 2014

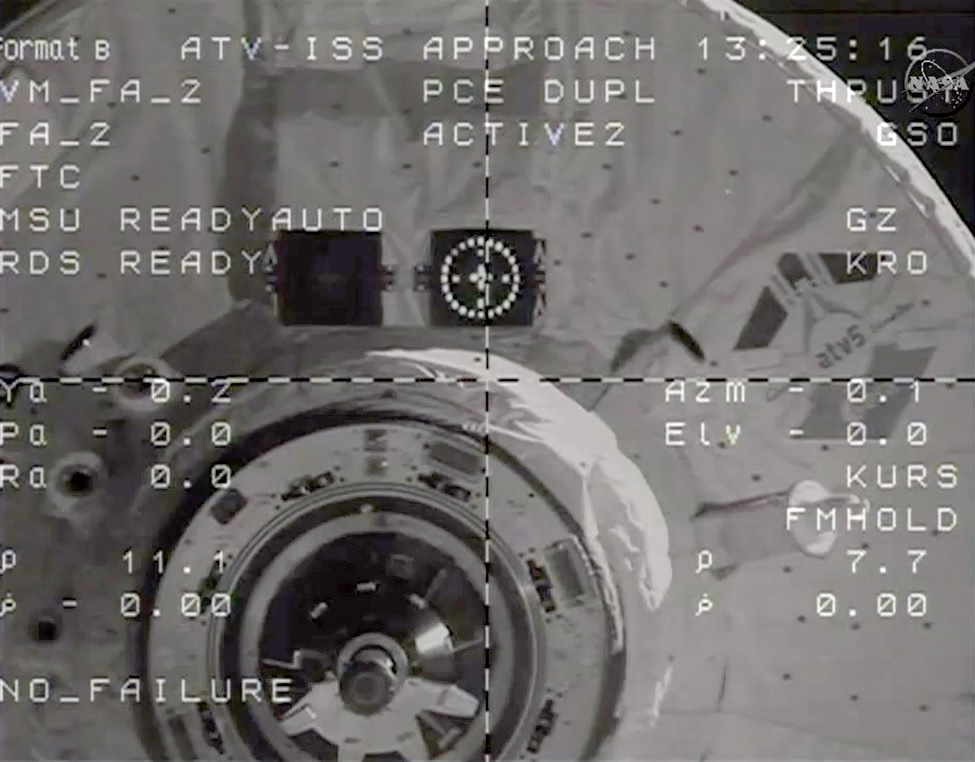
ATV-5 fünf Minuten vor dem Andocken an die ISS aus Sicht der Docking-Kamera. Zu sehen ist der Kopplungsmechanismus des ATV sowie rechts über der Fadenkreuzlinie die Kennung „atv5“

Das ATV-5 wurde nach dem belgischen Astrophysiker Georges Lemaître, dem Begründer der Urknalltheorie, benannt und wurde am 29. Juli 2014 gestartet. Mit einem Gesamtgewicht von mehr als 20,2 Tonnen brachte Ariane 5 so viel Nutzlast in den Orbit wie nie zuvor. Das ATV-5 dockte am 12. August erfolgreich an die ISS an. Es war das letzte Versorgungsschiff dieser Reihe. Danach stellte die ESA den Bau dieser Transporter ein. Am 14. Februar 2015 erfolgte das Abdocken von der ISS. Am Folgetag verglühte das letzte ATV in der Erdatmosphäre.
Mit dem ATV-5 wurde auch ein Kunstwerk der Künstlerin Katie Paterson aus einem 4,5 Milliarden Jahre alten Meteoriten, der vor ca. 4000 Jahren auf die Erde fiel, zur ISS gebracht.

### Ende des Programms
Bei den ATV Missionen handelte es sich um sogenannte „Barter-Elemente“ der ESA, mit denen man – statt einfacher Geldtransfers – für die eigene Beteiligung zur ISS aufkam. Der Bedarf an Frachtflügen zur Raumstation fiel allerdings durch die amerikanischen Frachtkapseln Dragon und Cygnus weg, so dass das ATV nicht mehr als Barter-Element dienen konnte. Stattdessen entschieden NASA und ESA, den ersten Flug der  Orion-Kapsel mit einem europäischen Servicemodul durchzuführen, das auf der ATV-Technologie basiert, womit die mit ATV gesammelten Erfahrungen in das nächste Kapitel der astronautischen Raumfahrt eingehen.

## Technische Daten

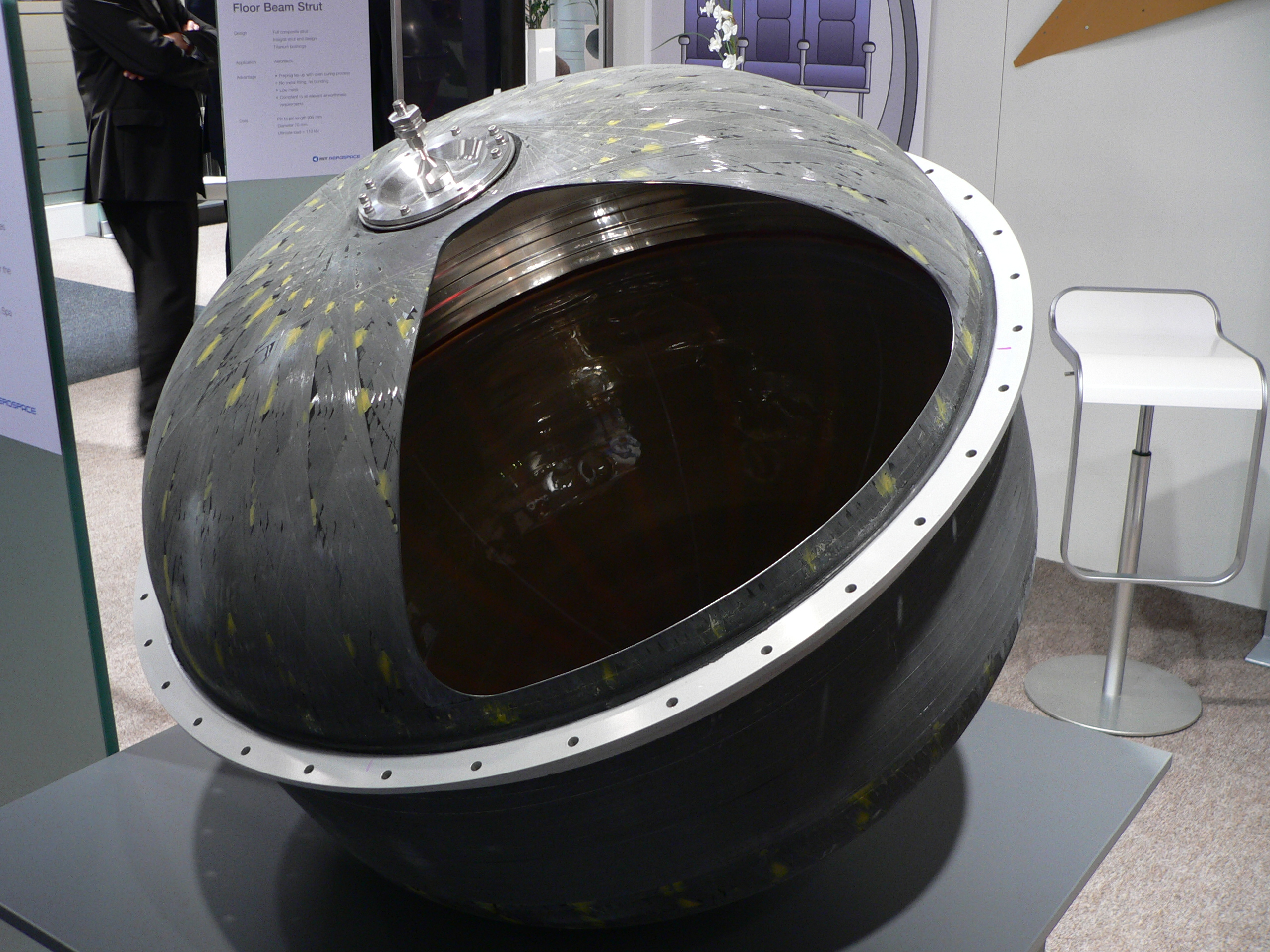
Wassertank des ATV

- Max. Länge: 10,27 m
- Max. Durchmesser: 4,48 m (mit ausgefahrenen Solarzellenflächen 22,28 m)
- Leermasse: 10.470 kg
- Startmasse: 19.400 kg[53]
- Verbrauchsmaterial des ATV: 2.613 kg
- Nutzlastkapazität: (max. 7.667 kg, typisch 7.500 kg) kann sich variabel zusammensetzen aus
  - maximal 5.500 kg trockenes Material wie Nahrungsmittel
  - maximal 4.700 kg Treibstoff
  - maximal 860 kg Treibstoff für die ISS (UDMH und Stickstofftetroxid)
  - maximal 840 kg Trinkwasser
  - maximal 100 kg Luft (Sauerstoff und Stickstoff)
- Maximal mögliche Masse beim Start: 20.750 kg
- Abfall-Aufnahmekapazität: typisch 6.300 kg
- Energieversorgung: vier Solarzellen-Paneele und acht wiederaufladbare Batterien, Energieverbrauch 400 bis 900 W

## Studien zur Weiterentwicklung des ATV

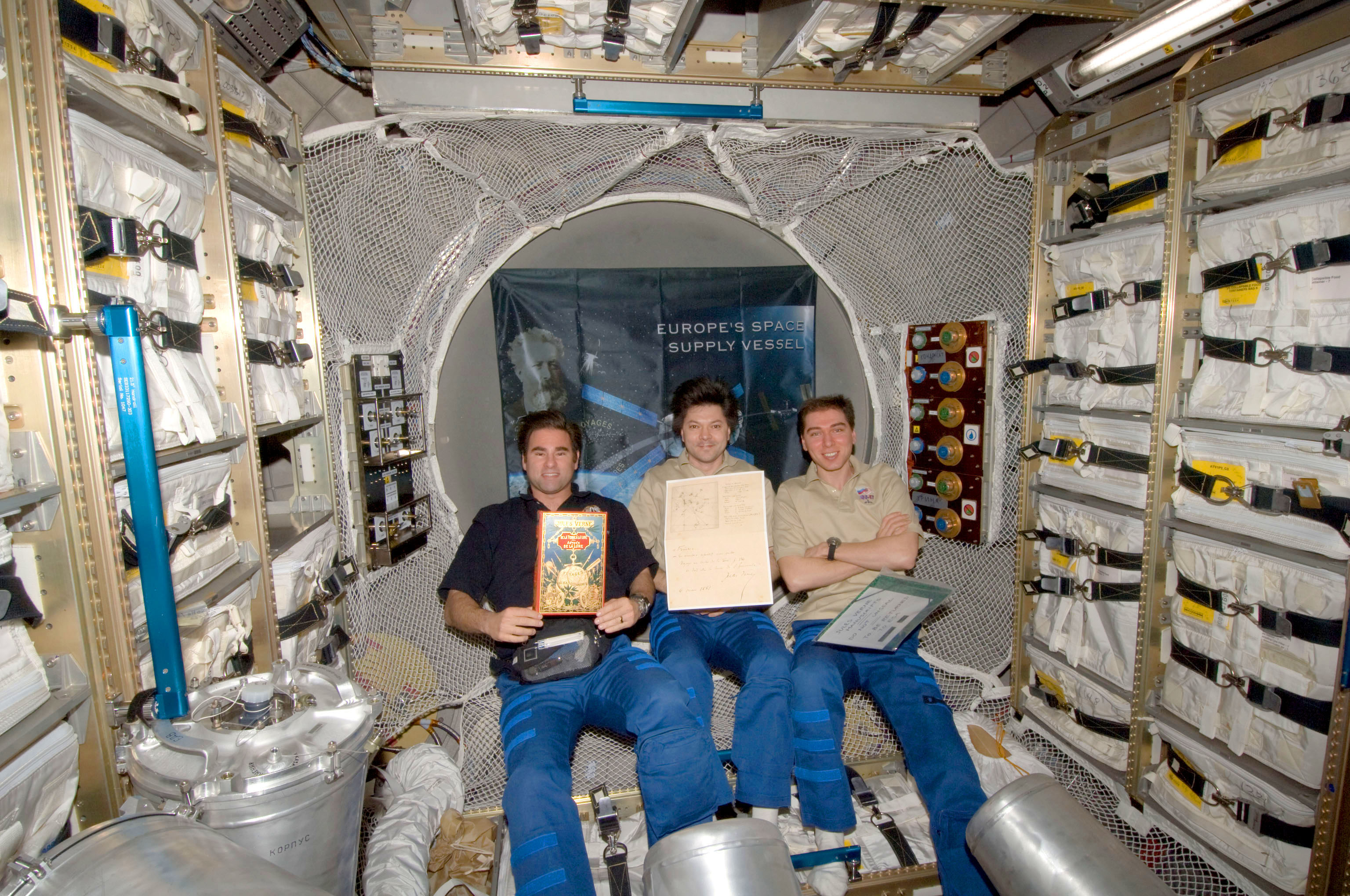
Die Crew von Expedition 17 im Inneren von ATV-1

Die Konzeptstudie „ATV Evolution Scenarios“ der ESA sah das ATV als Basis zur Entwicklung zukünftiger Raumschiffe. Beweggründe waren zum einen das Auslaufen des amerikanischen Space-Shuttle-Programms, da bis zur Einführung des geplanten Orion-Raumschiffes nur die russischen Sojus-Raumschiffe zum Transport von Astronauten zur ISS zur Verfügung stehen würden und zum anderen die Unterstützung der europäischen Raumfahrtindustrie, um die Unabhängigkeit zu gewährleisten.
UIC (Unpressurized Logistics Carrier)Der UIC sollte mehrere Tonnen von nicht unter Luftdruck stehender Fracht zur ISS bringen. Hierzu wäre das zuvor im ATV integrierte Frachtmodul durch das UIC ersetzt worden. Die Fracht wäre dann durch den European Robotic Arm oder durch einen Astronauten in die endgültige Position an der Raumstation gebracht worden.
LCRS (Large Cargo Return Spacecraft)Der Plan sah vor, das Frachtmodul des ATV mit einem Hitzeschild für den Wiedereintritt in die Atmosphäre auszustatten. Damit wäre es möglich gewesen, mehrere hundert Kilogramm an Fracht und Experimenten zurück zur Erde zu bringen. Hierfür hätte das Konzept des Atmospheric Reentry Demonstrators (ARD) genutzt werden können, welches bereits im Jahre 1998 erfolgreich getestet wurde.
CARV (Cargo Return Vehicle)Das CARV war eine weitere, detailliertere Studie mit einem höheren Budget aus dem Jahre 2004. Es sollte am amerikanischen Teil der ISS andocken können, um die International Standard Payload Racks (ISPR) auszutauschen und zurück zur Erde zu bringen.
Small Payload ReturnUnter Ausnutzung des inneren Volumens des ATV hätte es mit einer kleinen Kapsel für den Rücktransport von circa 150 kg Material zur Erde ausgestattet werden sollen.
CTV (Crew Transport Vehicle)In der Modifikation als CTV sollte das ATV den Transport von Astronauten ermöglichen. In der ersten Phase sollte es dabei als Crew Return Vehicle (CRV) für die ISS dienen. In einer weiteren Entwicklungsstufe sollte es als vollwertiges Raumschiff eingesetzt werden können, um Astronauten in den Weltraum und zurück zur Erde zu bringen. Im Juni 2006 wurde dazu von der ESA die Studie für ein Crew Space Transportation System (CSTS) in Auftrag gegeben. Darin wurden die Konstruktion eines Raumschiffs in Kooperation mit Russland erörtert, mit dem der Mond-Orbit erreicht werden könnte. Dabei sollte auch erprobte Technik des ATV zum Einsatz kommen.
Free-Flying Lab/The Safe-HavenDas ATV hätte vergleichsweise einfach zu einem unbemannten freifliegenden Labor weiterentwickelt werden können. Dieses sollte einen besseren Mikrogravitationslevel für Experimente bereitstellen. Zum Austausch von Experimenten sollte es an die ISS andocken. Weiterhin hätte ein solches Modul als eine Art Rettungsboot (Safe-Haven) fungieren können. Dies hätte im Falle eines schweren Störfalles auf der ISS genug Zeit gegeben, die Besatzung mit Hilfe eines Sojus-Raumschiffs zu retten.
MSS (Mini Space Station)Das ATV sollte mit zwei Andockmechanismen ausgestattet werden und so dem Aufbau einer Mini-Raumstation oder eines Raumlabors dienen.
ETV (Exploration Transport Vehicle)Weiterentwicklung des ATV sollte für den Transport von Fracht und Astronauten in den Mond- und den Mars-Orbit oder auch für den Einsatz von Weltraumteleskopen genutzt werden.

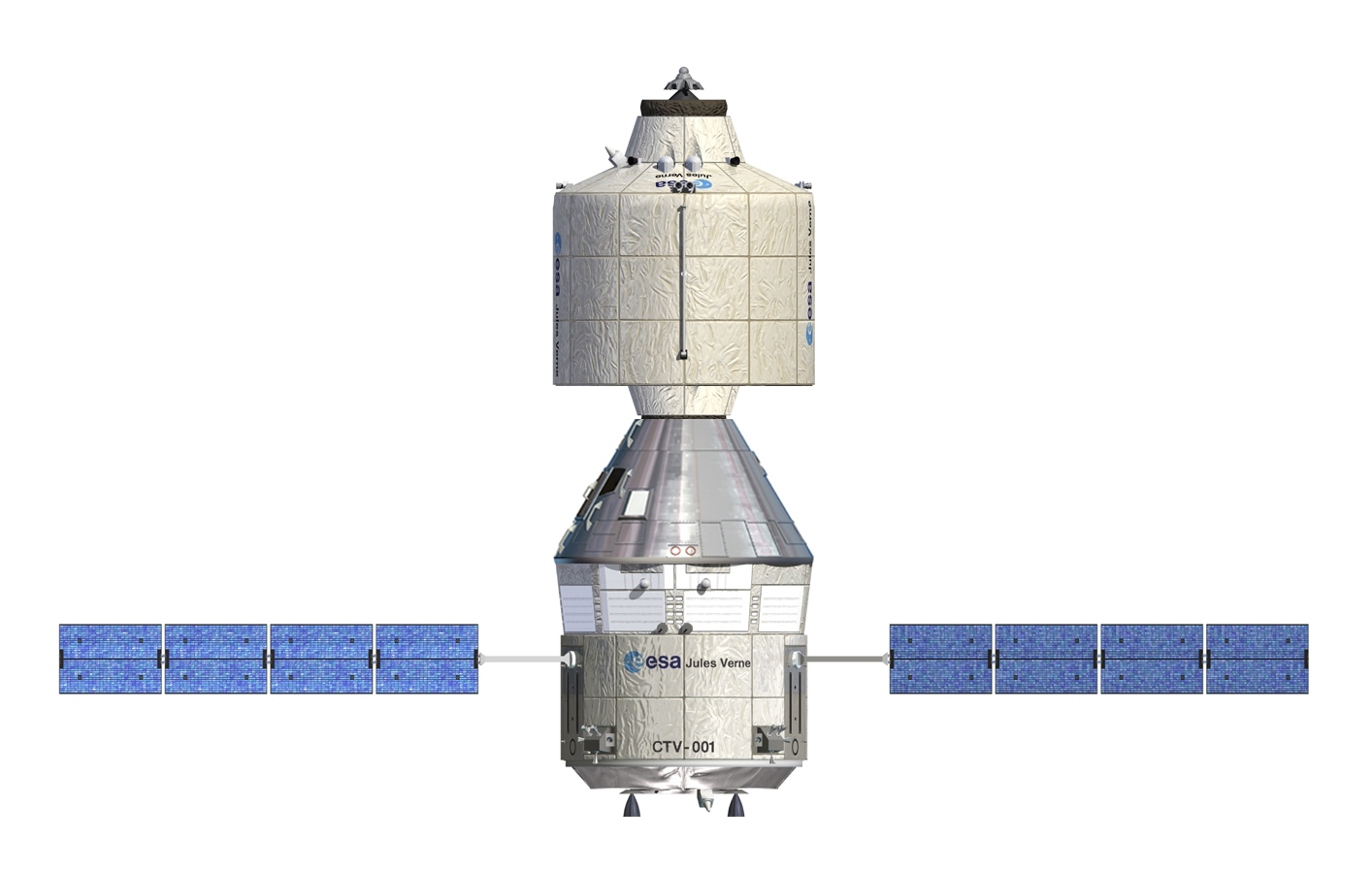
Mögliches CSTS-Design mit Servicemodul, Landekapsel und Orbitalmodul

EADS Astrium und das DLR verkündeten am 14. Mai 2008 offizielle Pläne, das ATV zu einem bemannten Raumschiff weiterzuentwickeln. Das Raumschiff sollte von einer modifizierten Version einer Ariane-5-Rakete gestartet werden und drei Astronauten in eine niedrige Erdumlaufbahn bringen. Ein Mock-up des geplanten Raumschiffs wurde auf der Internationalen Luft- und Raumfahrtausstellung 2008 in Berlin präsentiert. Die Umsetzung des Projekts sollte in zwei Phasen erfolgen. Die erste Phase sah die Realisierung eines unbemannten Cargo Return Vehicle (CARV) bis 2015 vor. Das vorgesehene Budget für das Projekt hätte etwa eine Milliarde Euro betragen. Die zweite Phase sah die Entwicklung eines Raumschiffs bis 2020 vor, mit dem Astronauten sicher in den Orbit und zurück zur Erde hätten transportiert werden können. Die veranschlagten Kosten betrugen mehrere Milliarden Euro.
Am 7. Juli 2009 erhielt EADS Astrium von der ESA den Auftrag für eine Projektstudie mit einem Gesamtvolumen von 21 Millionen Euro für das Advanced Re-entry Vehicle (ARV). Transport von Fracht zur ISS und zurück zur Erde wurden im Rahmen des ARV-Programms untersucht. Der erste Flug war für 2016 und der erste Flug der bemannten Version für frühestens 2022 geplant. Seit dem Vertragsabschluss mit der NASA zum Servicemodul für das MPCV (s. u.) werden diese Pläne nicht mehr weiter verfolgt.

## Weiterentwicklung zum Servicemodul des MPCV/Orion

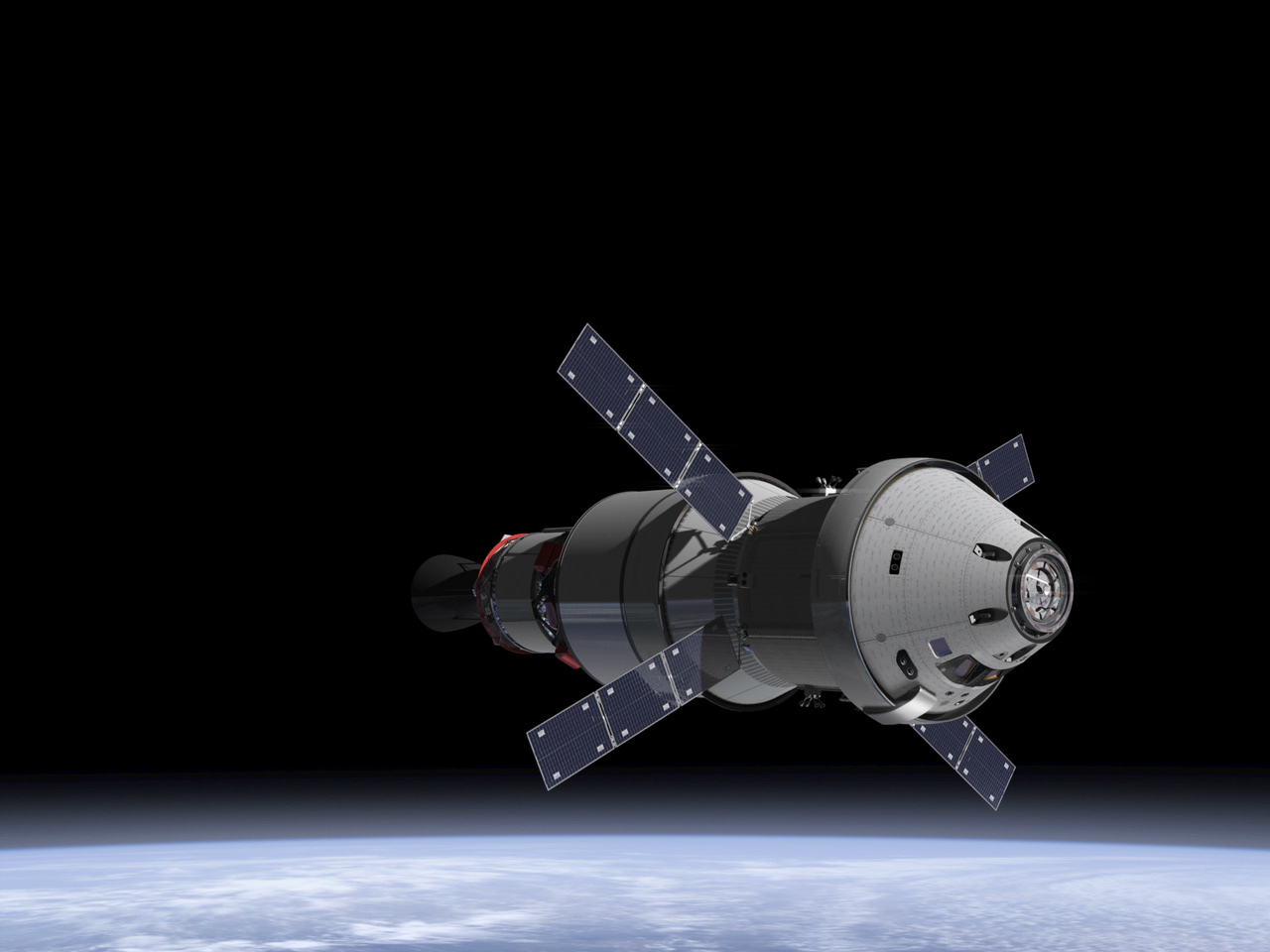
Das ATV-Servicemodul als Teil des Orion Multi-Purpose Crew Vehicle (Computergrafik 2013)

Ende 2012 wurde zwischen NASA und ESA die Vereinbarung getroffen, für die erste Mission des neuen NASA-Raumschiffes (damals Multi-Purpose Crew Vehicle (MPCV); später Orion) auf dem SLS ein auf dem ATV basierendes Servicemodul zu verwenden. Mit diesem Beitrag zum bemannten, über den niedrigen Erdorbit hinausgehenden amerikanischen Raumfahrtprogramm erfüllt die ESA ihre Verpflichtungen gegenüber der NASA, welche durch die ISS-Nutzung entstehen und nach dem Ende der ISS-Frachttransporte mit dem ATV finanziell abgegolten werden müssten. Das Servicemodul ist seit der Orion-Mission Artemis 1 im November 2022 im Einsatz.